# 26 avril
Pour les articles homonymes, voir Vingt-Six-Avril.
26 mars 26 mai
Chronologies thématiques
- Croisades
- Ferroviaires
- Sports
- Disney
- Anarchisme
- Catholicisme

Abréviations / Voir aussi
- (° 1852) = né en 1852
- († 1885) = mort en 1885
- a.s. = calendrier julien
- n.s. = calendrier grégorien
- Calendrier
- Calendrier perpétuel
- Liste de calendriers
- Naissances du jour

Le 26 avril est le 116e jour, moins souvent le 117e, de l'année du calendrier grégorien ; il en reste ensuite 249.
Son équivalent était généralement le 7e jour du mois de floréal dans le calendrier républicain ou révolutionnaire français, officiellement dénommé jour du muguet (avant même l'imminent 1er mai).

## Événements

### XVesiècle
- 1478 : conjuration des Pazzi fomentée à Florence par la famille Pazzi contre la famille de Médicis qui y perd un membre.

### XVIIIesiècle
- 1777 : Sybil Ludington prévient les forces américaines de l'arrivée des troupes britanniques, pendant la guerre d'indépendance des États-Unis.
- 1798 : annexion par la France de la république de Genève.

### XIXesiècle
- 1860 : le traité de Wad-Ras met fin à la guerre du Maroc.

### XXesiècle
- 1915 : par le pacte de Londres, l'Italie rejoint la Triple-Entente.
- 1923 : mariage du prince Albert, duc d’York, futur George VI, alors pas destiné directement à régner, et d’Elizabeth Bowes-Lyon, à l’abbaye de Westminster.
- 1925 : Paul von Hindenburg remporte la première élection présidentielle de la république de Weimar.
- 1933 : création de la Gestapo.
- 1937 : bombardement de Guernica.
- 1945 : victoire allemande à la bataille de Bautzen, pendant la Seconde Guerre mondiale.
- 1963 : massacre en Haïti.
- 1964 : création de la Tanzanie.
- 1986 : catastrophe nucléaire de Tchernobyl.
- 1992 : Alpha Oumar Konaré devient le premier président du Mali.

### XXIesiècle
- 2001 : Jun'ichirō Koizumi devient Premier ministre du Japon.

## Arts, culture et religion
- 1248 : consécration solennelle de la Sainte-Chapelle de Paris sous le règne du roi de France Louis IX le lendemain de son anniversaire (de naissance).
- 1336 : ascension du mont Ventoux par Pétrarque.
- 1564 : baptême de William Shakespeare sans doute né deux ou trois jours plus tôt environ.
- 1977 : rencontre du pape Paul VI et de l’archevêque de Cantorbéry Donald Coggan dans une volonté de réconciliation entre l’Église anglicane et l’Église catholique romaine.
- 1986 : Arnold Schwarzenegger et Maria Shriver se marient.
- 1989 :
  - création de l'entreprise japonaise "Game Freak" et début du développement de Pokémon ;
  - premier épisode de Dragon Ball Z au Japon.

## Sciences et techniques
- 1803 : chute de la météorite de L'Aigle.
- 1962 : impact de la sonde Ranger 4 sur la face cachée de la Lune.
- 2007 : premier vol du télescope Stratospheric Observatory for Infrared Astronomy.
- 2016 : annonce de la découverte d’un satellite autour de la planète naine (136472) Makémaké.
- 2017 : la république populaire de Chine lance le premier porte-avions construit sur son sol.

## Économie et société
- 1935 : 2e essai de télé-diffusion d'images mobiles et parlées en France (télé-vision). Béatrice Bretty, la compagne  du ministre des P.T.T. Georges Mandel, raconte devant la caméra une tournée en Italie de la Comédie-Française à laquelle elle a participé.
- 1965 : fondation du principal réseau de télévision Rede Globo du Brésil.
- 1993 : lancement par "France Télécom" du téléphone mobile "Be-bop" à Paris après expérimentation à Strasbourg[1].
- 2001 : lancement sur M6 de la Saison 1 de Loft Story la première émission de télévision "française" de téléréalité. L’œil bleu sur fond jaune de Loft Story, symbole du Big Brother moderne

L’œil bleu sur fond jaune de Loft Story, symbole du Big Brother moderne

- 2002 : tuerie de Johann Gutenberg à Erfurt.
- 2018 : environ quarante civils touaregs sont massacrés par l'État islamique dans le Grand Sahara ce jour et son lendemain au Mali.
- 2025 : 
  - Canada, une attaque à la voiture-bélier a lieu lors du festival Lapu-Lapu Day à Vancouver qui fait onze morts et au moins trente-deux blessés[2].
  - en Iran, une explosion accidentelle au port de Shahid Rajaï fait au moins 65 morts et plus d'un millier de blessés[3].

## Naissances

### IIesiècle

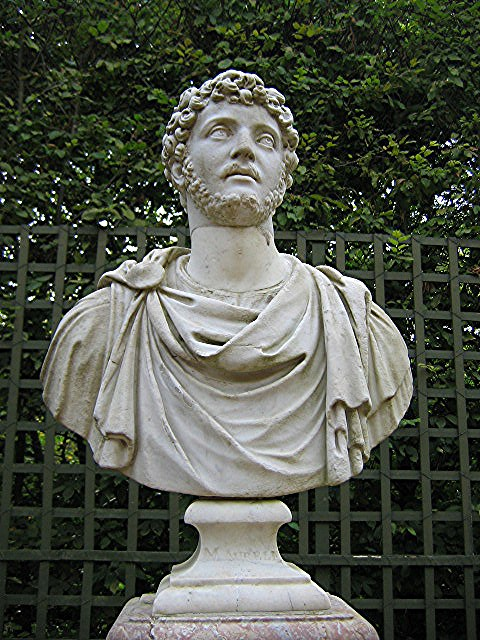
Statue de buste de Marc Aurèle dans les jardins de Versailles

- 121 : Marc Aurèle, empereur romain et philosophe († 17 mars 180).

### XIVesiècle
- 1319 : Jean II, roi de France surnommé "le bon" / "le bon Valois" († 8 avril 1364).

### XVIesiècle
- 1575 : Marie de Médicis, reine de France († 3 juillet 1642).

### XVIIIesiècle
- 1711 : Jeanne-Marie Leprince de Beaumont, romancière française († 8 septembre 1780).
- 1746 : Louis-Mathias de Barral, prélat français († 7 juin 1816).
- 1765 : Lady Hamilton, personnalité anglaise († 15 janvier 1815).
- 1766 : Marc Schœlcher, porcelainier français († 14 octobre 1832).
- 1774 :
  - Leopold von Buch, géologue allemand († 4 mars 1853).
  - Anne Jean Marie René Savary, militaire français († 2 juin 1833).
- 1782 : Marie-Amélie de Bourbon-Siciles, reine des Français, épouse du roi Louis-Philippe Ier († 24 mars 1866).
- 1785 : John James Audubon, ornithologue, naturaliste et peintre américain († 27 janvier 1851).
- 1786 : Louis De Potter, homme politique belge († 22 juillet 1859).
- 1793 : Nicolas Changarnier, militaire et homme politique français († 14 février 1877).
- 1794 : Jean-Pierre Falret, psychiatre français († 28 octobre 1870).
- 1798 : Eugène Delacroix, peintre français († 13 août 1863).

### XIXesiècle
- 1812 : Alfred Krupp, industriel allemand († 14 juillet 1887).
- 1830 : Benjamin Tracy, homme politique américain († 6 août 1915).
- 1843 : Ernst Leitz, entrepreneur allemand, propriétaire de l'Optical Works Ernst Leitz devenue Leica († 12 septembre 1920).
- 1852 : Joseph Timchenko, inventeur ukrainien († 20 mai 1924).
- 1862 : Edmund Tarbell, peintre américain († 1er août 1938).
- 1871 : Glafira Ziegelmann, médecin française († en octobre 1935).
- 1878 : Henry Auvray, archéologue, entomologiste, dirigeant sportif et poète français († 4 mars 1947).
- 1879 : Owen Willans Richardson, physicien et enseignant universitaire britannique, prix Nobel de physique en 1928 († 15 février 1959).
- 1889 : Ludwig Wittgenstein, philosophe autrichien († 29 avril 1951).
- 1894 : Rudolf Hess, homme politique allemand († 17 août 1987).
- 1897 : 
  - Douglas Sirk, réalisateur et scénariste allemand († 14 janvier 1987).
  - Edward Eagan, médaillé d'or aux JO d'été en boxe et aux JO d'hiver en bobsleigh († 14 juin 1967).
- 1898 :
  - John Grierson, pionnier britannique du film documentaire, fondateur de l’Office national du film du Canada († 19 février 1972).
  - Magdeleine Hutin, religieuse française († 6 novembre 1989).
- 1900 :
  - Charles Francis Richter, sismologue américain († 30 septembre 1985).
  - Hack Wilson (en), joueur de baseball professionnel américain († 23 novembre 1948).

### XXesiècle
- 1904 : Paul-Émile Léger, prélat canadien, cardinal-archevêque de Montréal de 1950 à 1967 († 13 novembre 1991).
- 1905 : Jean Vigo, réalisateur français († 5 octobre 1934).
- 1907 : Theun de Vries, écrivain néerlandais († 21 janvier 2005).
- 1911 : Andrée Tainsy, actrice belge († 19 décembre 2004).
- 1912 : 
  - Henri Simon-Dubuisson, officier de marine, compagnon de la Libération († 15 novembre 1972).
  - A. E. van Vogt, romancier américain († 26 janvier 2000).
- 1917 :
  - Sal Maglie (en), lanceur de baseball professionnel américain († 28 décembre 1992).
  - Ieoh Ming Pei, architecte sino-américain († 16 mai 2019).
- 1919 :
  - Georges de Caunes, journaliste français († 28 juin 2004).
  - Manuel Zorrilla, peintre, sculpteur et dessinateur argentin († 2015).
- 1921 :
  - Zbigniew Dłubak, peintre et photographe polonais († 21 août 2005).
  - Marga Höffgen, artiste lyrique allemande († 7 juillet 1995).
  - Maria Clara Lobregat, femme politique philippine († 2 janvier 2004).
  - Pierre Pierlot, musicien français († 9 janvier 2007).
- 1922 :
  - Pol Bury, peintre et sculpteur belge († 28 septembre 2005).
  - Mike Kellin, acteur américain († 26 août 1983).
  - Jeanne Sauvé, journaliste et femme politique canadienne († 26 janvier 1993).
- 1924 : Guy Môquet, militant communiste français († 22 octobre 1941).
- 1925 :
  - Michele Ferrero, chef d’entreprise italien († 14 février 2015).
  - Jorgen Ingmann (en), guitariste danois († 21 mars 2015).
  - Alice Saunier-Seïté, universitaire et femme politique française († 8 août 2003).
- 1927 : Robert Jammes, hispaniste français († 12 octobre 2020).
- 1930 : Roger Moens, athlète belge spécialiste du 800 m.
- 1932 :
  - Francis Lai, compositeur français († 7 novembre 2018).
  - Michael Smith, biochimiste canadien d’origine britannique († 4 octobre 2000).
- 1933 :
  - Carol Burnett, actrice et productrice américaine.
  - José Faria, entraîneur de football brésilien († 8 octobre 2013).
  - Jean-Pierre Moulin, acteur français spécialisé dans le doublage.
- 1937 : Jean-Pierre Beltoise, pilote automobile français de F1 puis formateur ès risques routiers († 5 janvier 2015).
- 1938 : 
  - Duane Eddy, guitariste américain. († 30 avril 2024).
  - Nino Benvenuti, boxeur italien, champion olympique et du monde.
- 1940 :
  - Patrick Bricard, acteur et metteur en scène français († 26 janvier 2019).
  - Giorgio Moroder, compositeur, chef d’orchestre et producteur italien.
- 1941 :
  - Claudine Auger, actrice française († 18 décembre 2019).
  - Claudine Clark (en), chanteuse et compositrice américaine.
- 1942 :
  - Sharon Carstairs, femme politique canadienne.
  - Bobby Rydell, chanteur américain. († 5 avril 2022).
- 1943 :
  - Dimiter Gotscheff, metteur en scène bulgare († 20 octobre 2013).
  - Yann Le Bohec, historien et épigraphiste français.
  - Gary Wright, chanteur, instrumentiste et compositeur américain. († 4 septembre 2023).
  - Peter Zumthor, architecte suisse, prix Pritzker 2009.
- 1944 : Richard Bradshaw (en), chef d’orchestre et administrateur britannique († 15 août 2007).
- 1945 : Sylvain Simard, homme politique québécois.
- 1947 : Donna De Varona, nageuse américaine, double championne olympique.
- 1949 :
  - Carlos Bianchi, footballeur argentin.
  - Issei Sagawa, cannibale japonais.
  - Dominic Sena, réalisateur et compositeur américain.
- 1950 : Yves Contassot, homme politique français.
- 1952 : Renate Ackermann, femme politique allemande.
- 1955 :
  - Mike Scott, joueur de baseball américain.
  - Toni Iwobi, homme politique italien d'origine nigériane.
  - Ulrika Knape, plongeuse suédoise, championne olympique.
- 1956 :
  - Patrick Chêne, journaliste français.
  - Michel Crémaschi, joueur de rugby français.
  - Reinhardt Wagner, compositeur français.
- 1957 :
  - Michel Barrette, humoriste et acteur québécois.
  - Philippe Grangeon, cadre communicant et conseiller politique français.
  - Diane Hébert, première québécoise greffée du cœur et des poumons († 29 juin 2008).
  - François Place, écrivain et illustrateur français.
- 1958 : Giancarlo Esposito, acteur et producteur américain.
- 1960 : Roger Taylor, musicien britannique, batteur du groupe Duran Duran.
- 1961 :
  - Leif Andersson, biathlète suédois.
  - Galina Beliaïeva, actrice russe.
  - Serge Bromberg, cinéaste français.
  - Joan Chen, actrice et cinéaste américaine.
  - Philippe Chevallier, coureur cycliste français.

- 1962 :

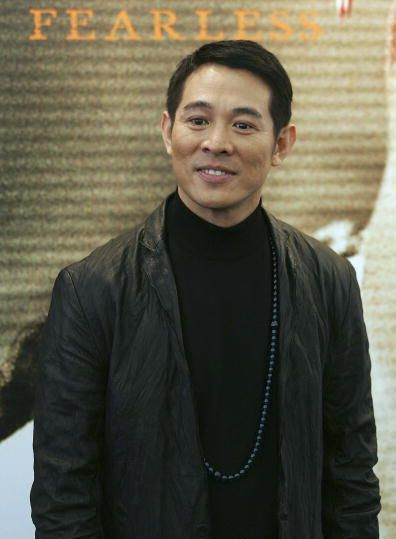
Jet Li en 2006

  - Michael Damian, acteur, réalisateur, scénariste et producteur américain.
  - Matteo Messina Denaro, mafioso sicilien
  - Debra Wilson, actrice et scénariste américaine.
- 1963 : Jet Li, acteur chinois.
- 1965 : Kevin James, acteur, scénariste et producteur américain.
- 1966 : Didier Gustin, humoriste imitateur et animateur français.
- 1967 :
  - Kane (Glenn Jacobs dit), catcheur américain.
  - Marianne Jean-Baptiste, actrice anglaise.
- 1970 :
  - Sébastien Folin, présentateur de télévision français.
  - Melania Trump, mannequin slovène.
  - Tionne Watkins, chanteuse américaine du groupe TLC.
- 1971 : Jay DeMarcus (en), musicien américain du groupe Rascal Flatts.
- 1972 :
  - Rédouane Bougara, champion français de kick boxing et de boxe thaï († 7 janvier 1998).
  - Claudia Coslovich, sportive italienne.
  - Jean-Yves Le Naour, historien français.
  - Nikolaï Louganski, pianiste russe.
  - Kiko (Francisco Miguel Narváez Machón dit), footballeur espagnol.
  - Avi Nimni, footballeur israélien.
  - Ismael Santos, joueur de basket espagnol.
  - Sylvain Tesson, écrivain et voyageur français.
- 1973 : 
  - Geoff Blum, joueur de baseball américain.
  - Tchif, artiste plasticien béninois.
- 1974 : Ivana Miličević, actrice américaine.
- 1975 : Joey Jordison, musicien américain, batteur du groupe Slipknot et guitariste du groupe Murderdolls. († 26 juillet 2021).
- 1976 : Wijan Ponlid, boxeur thaïlandais, champion olympique.
- 1977 :
  - Samantha Cristoforetti, spationaute italienne.
  - Jason Earles, acteur américain.
  - Tom Welling, acteur et producteur américain.
- 1978 :
  - Elson Becerra, footballeur colombien († 8 janvier 2006).
  - Stana Katic, actrice canadienne.
  - Peter Madsen, footballeur danois.
  - Anna Mouglalis, actrice française.
  - Pablo Schreiber, acteur canadien.
  - Anik Vermette, actrice québécoise.
- 1979 :
  - Ariane Brodier, présentatrice de télévision française.
  - Ariane Moffatt, auteure, compositrice et interprète québécoise.
- 1980 :
  - Jordana Brewster, actrice américano-brésilienne.
  - Laurent Ournac, acteur français.
  - Channing Tatum, acteur américain.
- 1981 :
  - Matthieu Delpierre, footballeur français.
  - Ms. Dynamite (Niomi McLean-Daley dite), chanteuse anglaise.
- 1982 :
  - Lloyd Mondory, cycliste sur route français.
  - Sergi Panadero, joueur de rink hockey espagnol.
  - Amazing Red (Jonathan Figueroa dit), catcheur américain.
- 1983 : 
  - Bruno Grougi, footballeur français.
  - Ryan Sommersbaum, acteur américain.
- 1984 :
  - Perrig Quéméneur, cycliste sur route français.
  - Emily Wickersham, actrice américaine.
- 1985 :
  - John Isner, joueur de tennis américain.
  - Bano Traoré, athlète de haies français.
- 1986 :
  - Phílippos de Grèce, prince de Grèce et de Danemark.
  - Conrad Marais, joueur de rugby namibien.
- 1987 :
  - Coke, footballeur espagnol.
  - Jarmila Groth, joueuse de tennis slovaque.
  - Antonin Manavian, hockeyeur sur glace français.
- 1988 : Vanessa D'Ambrosio, femme politique saint-marinaise, capitaine-régent de Saint-Marin.
- 1989 :
  - Luke Bracey, acteur australien.
  - Frens Johwe Casseus, basketteur français.
  - Kang Dae-sung, chanteur et acteur sud-coréen du groupe BigBang.
- 1990 :
  - Jessie de Colo, basketteuse française.
  - Jonathan dos Santos, footballeur mexicain.
  - Nevin Spence, joueur de rugby irlandais († 15 septembre 2012).
- 1991 :
  - Ariane Brunet, auteure, compositrice et interprète canadienne.
  - Benjamin Lecomte, footballeur français.
- 1992 : Delon Wright, basketteur américain.
- 1993 : Jeremy T. Gaudet, acteur canadien.
- 1995 : Daniel Padilla, acteur, chanteur et mannequin philippin.
- 1996 :
  - Zacharie Chasseriaud, acteur français.
  - Laurine Lecavelier, patineuse artistique individuelle français.
- 1998: Philippeson Juste, médecin, photographe, poète haïtien et opérateur culturel.

## Décès

### XIIesiècle
- 1192 : Go-Shirakawa, soixante-dix-septième empereur du Japon (° 18 octobre 1127).

### XIIIesiècle
- 1290 : Gaston VII de Béarn, noble français (° vers 1225)

### XVesiècle
- 1444 : Robert Campin, peintre flamand (° vers 1378).
- 1476 : Simonetta Vespucci, femme noble italienne (° 1453).
- 1478 :
  - Julien de Médicis, homme d’État italien (° 1453).
  - Francesco de' Pazzi, noble florentin, exécuté pour sa participation à la conjuration des Pazzi (° 1444).
  - Francesco Salviati, archevêque de Pise, exécuté pour sa participation à la conjuration des Pazzi (° inconnue).

### XVIesiècle

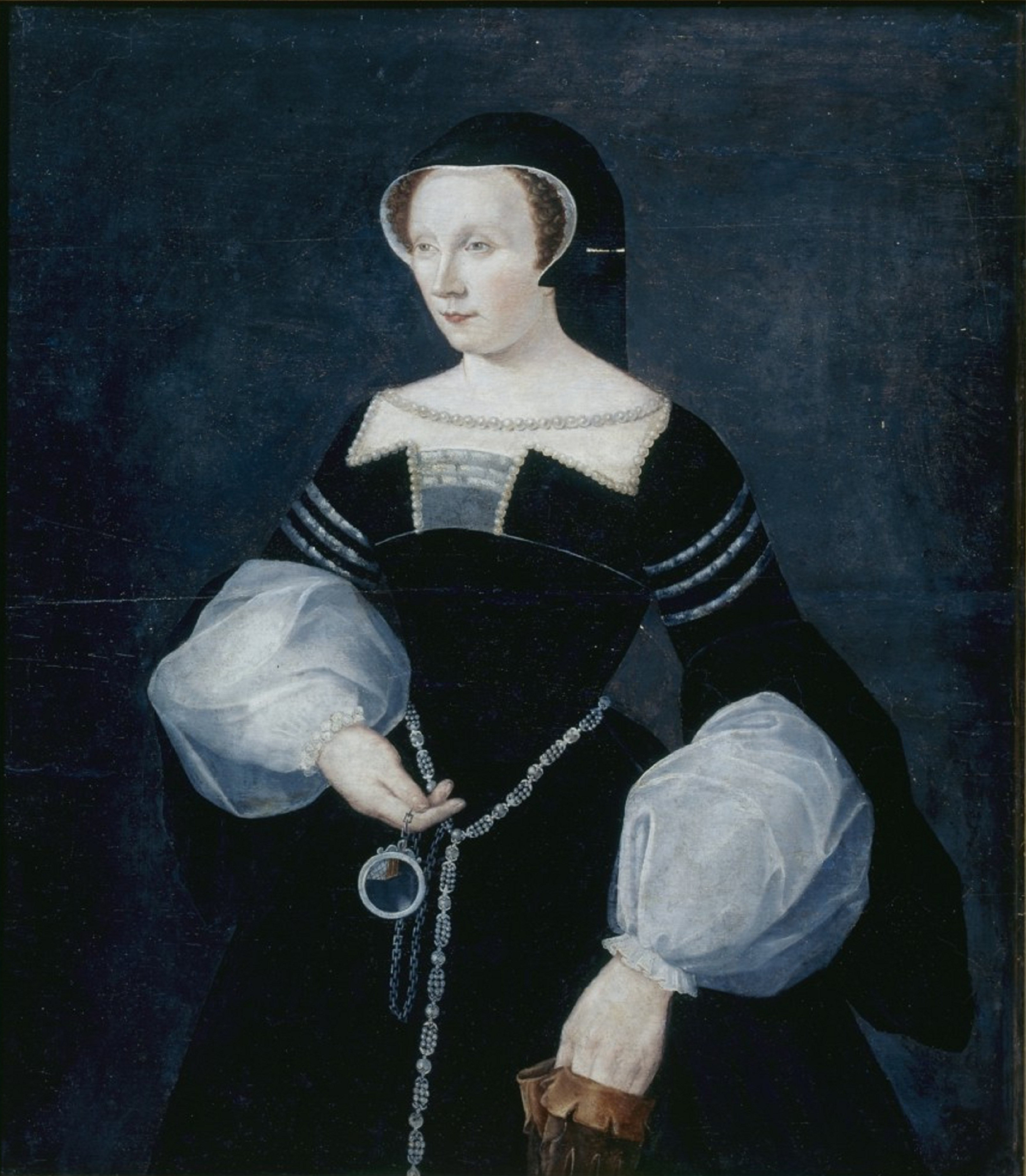
Diane de Poitiers

- 1566 : Diane de Poitiers, duchesse d’Étampes et du Valentinois, favorite du roi Henri II de France (° 3 septembre 1499 ou 9 janvier 1500).

### XVIIesiècle
- 1612 : Claude de Bellièvre, prélat français (° inconnue).
- 1616 : François Briot, orfèvre français (°1550)
- 1636 : Paul Hay du Chastelet, écrivain français (° novembre 1592).

### XIXesiècle
- 1815 : Carsten Niebuhr, explorateur et géographe allemand (° 17 mars 1733).
- 1845 : Pierre Couzin, baron d'Empire français (° 16 avril 1775).
- 1852 : Charles Athanase Walckenaer, naturaliste français (° 25 décembre 1771) (date de décès incertaine).
- 1864 : Hotta Masayoshi, daimyo de l'époque d'Edo au Japon (° 30 août 1810).
- 1865 : John Wilkes Booth, acteur américain, assassin d’Abraham Lincoln (° 10 mai 1838).
- 1886 : Duncan McLaren, homme politique britannique (° 12 janvier 1800).

### XXesiècle
- 1914 : Eduard Suess, géologue autrichien (° 20 août 1831).
- 1920 : Srinivasa Ramanujan, mathématicien indien (° 22 décembre 1887).
- 1944 : Violette Morris, athlète française et collaboratrice de la Gestapo (° 18 avril 1893).
- 1945 : Raoul Clainchard, résistant français pendant la Seconde Guerre mondiale (° 26 août 1920).
- 1946 : Louis Bachelier, mathématicien français britto-normand précurseur de la théorie moderne des probabilités et fondateur des mathématiques financières (° 11 mars 1870).
- 1967 : Pilar Jorge de Tella, féministe cubaine (° 24 août 1884).
- 1969 : Morihei Ueshiba, fondateur de l’aïkido (° 14 décembre 1883).
- 1970 : Gypsy Rose Lee, actrice et stripteaseuse américaine (° 9 février 1911).
- 1976 : Sidney Franklin, matador américain (° 11 juillet 1903).
- 1977 : Mwambutsa IV, ancien roi du Burundi de 1915 à 1966 (° 13 mars 1911).Count Basie dans le film Rhythm and Blues Revue

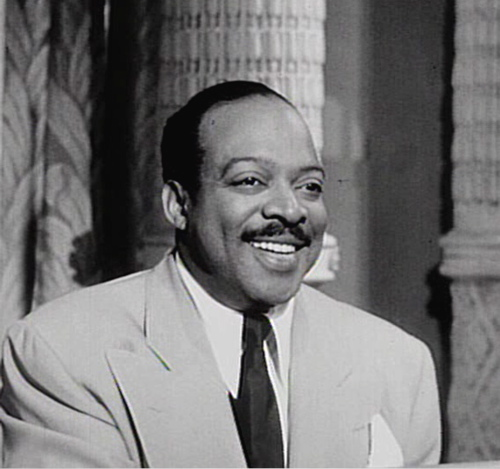
Count Basie dans le film Rhythm and Blues Revue

- 1981 : Jim Davis, acteur américain (° 26 août 1909).
- 1984 :
  - Count Basie, musicien américain (° 21 août 1904).
  - Camille Ducharme, acteur canadien (° 12 décembre 1909).
- 1986 :
  - Broderick Crawford, acteur américain (° 9 décembre 1911).
  - Bessie Love, actrice américaine (° 10 septembre 1898).
- 1989 : Lucille Ball, actrice, productrice et réalisatrice américaine (° 6 août 1911).
- 1991 :
  - Leo Arnaud, musicien américain (° 24 juillet 1904).
  - Carmine Coppola, instrumentiste et compositeur américain (° 11 juin 1910).
  - Richard Hatfield, homme politique canadien (° 9 avril 1931).
  - Emily McLaughlin (en), actrice américaine (° 1er décembre 1928).
- 1996 :
  - Henry Clarke, photographe américain (° ? 1918).
  - Grégory Ken, chanteur français (° 12 mars 1947).
  - Stirling Silliphant, scénariste, producteur, réalisateur et compositeur américain (° 16 janvier 1918).
- 1997 : Peng Zhen, homme politique chinois, ancien maire de Pékin (° 12 octobre 1902).
- 1998 :
  - Gustave Barlot, militaire français, Compagnon de la Libération (° 22 juin 1914).
  - David Fasold, archéologue américain (° 23 février 1939).
  - Gabe Paul, homme d'affaires et manager de baseball américain (° 4 janvier 1910).
  - Tristan Solier, poète suisse (° 4 juillet 1918).

### XXIesiècle
- 2002 : Sita Riddez, actrice et enseignante d’art dramatique québécoise (° 25 août 1916).
- 2003 : Peter Stone, scénariste et dramaturge américain (° 27 février 1930).
- 2004 : Hubert Selby, écrivain américain (° 23 juillet 1928).
- 2005 :
  - Ana Garcia de Cuenca, femme de lettres espagnole (° inconnue).
  - Paul Lancz, sculpteur canadien (° 22 juillet 1919).
  - Robert Leroux, auteur-compositeur-interprète québécois (° 1950).
  - Augusto Roa Bastos, écrivain paraguayen (° 13 juin 1917).
  - Maria Schell, actrice autrichienne (° 15 janvier 1926).
- 2007 :
  - Florea Dumitrache, footballeur roumain (° 22 mai 1948).
  - Jack Valenti, haut fonctionnaire américain (° 5 septembre 1921).
- 2008 :
  - Ahmed Bensouda, homme d'état marocain (° 20 décembre 1920).
  - Yossi Harel, officier de renseignements israélien (° 4 janvier 1918).
  - Bernard Lion, réalisateur, producteur de télévision et metteur en scène français (° mars 1939).
  - Carmen Scarpitta, actrice italienne (° 26 mars 1933).
- 2009 : 
  - Macha Béranger, animatrice de radio française (° 22 juillet 1941).
  - Colwyn Philipps, homme politique britannique (° 30 janvier 1939).
- 2010 :
  - Jean-Paul Brodeur, criminologue et enseignant universitaire québécois (° 1944).
  - Robert J Mailhot, poète et médecin canadien (° 13 janvier 1977).
  - Urs Felber, homme d’affaires suisse (° 10 juillet 1942).
- 2011 : Phoebe Snow, chanteuse, guitariste et compositrice américaine (° 17 juillet 1950).
- 2013 : George Jones, chanteur de musique country américain (° 12 septembre 1931).
- 2015 : Marcel Pronovost, hockeyeur sur glace canadien (° 15 juin 1930).
- 2017 :
  - Moïse Brou Apanga, footballeur gabonais (° 4 février 1982).
  - Jonathan Demme, réalisateur, scénariste et producteur américain (° 22 février 1944).
- 2018 : Pierre Plateau, prélat français, archevêque  de Bourges (° 10 janvier 1924).
- 2020 : Henri Weber, homme politique socialiste français, sénateur de la Seine-Maritime puis député européen (° 23 juin 1944).
- 2022 :
  - Julie Daraîche, chanteuse de musique country canadienne (° 27 avril 1938).
  - Louis De Santis, acteur canadien (° 19 avril 1927).
  - Daniel Dolan, prêtre traditionaliste américain sédévacantiste (° 28 mai 1951).
  - Alain Lacoste, peintre et sculpteur français (° 10 décembre 1935)
- 2023 :
  - Abbas-Ali Soleimani, religieux chiite iranien (° 25 mai 1947).
  - Jerry Apodaca, homme politique américain (° 3 octobre 1934).
  - Robert Bazil, acteur français (° 15 mars 1922).
  - Michel Biron, homme d'affaires et politique canadien (° 16 mars 1934).
  - Boris Budnikov, skipper soviétique puis russe (° 16 février 1942).
  - Tony Dreyfus, homme politique et avocat français (° 9 janvier 1939).
  - Roger Lise, homme politique français (° 26 juillet 1927).
  - Youri Ivanovitch Semionov, historien, philosophe, ethnologue soviétique et russe (° 5 septembre 1929).
  - André Stas, écrivain, poète, aphoriste, collagiste et plasticien belge (° 19 novembre 1949).
- 2024 :
  - Serge Cabana, communicateur, essayiste et formateur canadien (° 1948).
  - Yumi Katsura, couturière japonaise (° 24 avril 1932).
  - Anne McDaniels, actrice et modèle américain (° 13 juillet 1977).
  - Jean Musy, musicien, compositeur et arrangeur français (° 18 juillet 1947).
- 2025 :
  - Max Bolkart, sauteur à ski allemand (° 29 juillet 1932).
  - José Carlos, footballeur portugais (° 22 septembre 1941).
  - Joshua Clover, journaliste américain (° 30 décembre 1962).
  - Éric Frayssinet, joueur de rugby à XIII français (° 4 août 1975).
  - Donato Giuliani, coureur cycliste italien (° 4 octobre 1946).
  - Okagi Hayashi, supercentenaire japonaise (° 2 septembre 1909).
  - Jair, footballeur brésilien (° 9 juillet 1940).
  - Bernhard Korte, mathématicien et informaticien allemand (° 3 novembre 1938).

## Célébrations

### Internationales
- Journée mondiale de la propriété intellectuelle[4] établie en 2001 par l’Organisation mondiale de la propriété intellectuelle.
- Journée de π / pi (approximatif).
- Journée de la visibilité lesbienne

### Nationales
- États-Unis d'Amérique du Nord : en Floride, Géorgie et au Texas : fête du mémorial des confédérés / jour de la mémoire des confédérés commémorant ceux qui sont morts en combattant pour les États confédérés d'Amérique au cours de la guerre de Sécession.
- Guatemala, Nicaragua : día de la(s) Secretarias[5] / journée de la/des secrétaire(s)[6].
- Italie (Union européenne à zone euro) : fête annuelle en mémoire de l’apparition mariale de Notre Dame du Bon Conseil à Genazzano en 1467.
- Tanzanie (Union africaine) : union day[7] / fête de l’union.
- Tatarstan (Russie et diasporas) voire Crimée (Ukraine) : journée de la langue tatare commémorant la naissance du poète Ğabdulla Tuqay.

### Humoristique
- Calendrier pataphysique : samedi 7 palotin et Saint Fénéon ès Liens, fête suprême quarte.

### Religieuse
Bahaïsme : fêtes de Ridván célébrant la prophétie de Mirza Husayn Ali Nuri à Bagdad capitale de l'actuel Irak.

### Saints des Églises chrétiennes

#### Saints catholiques et orthodoxes du jour
Référencés ci-après in fine, :

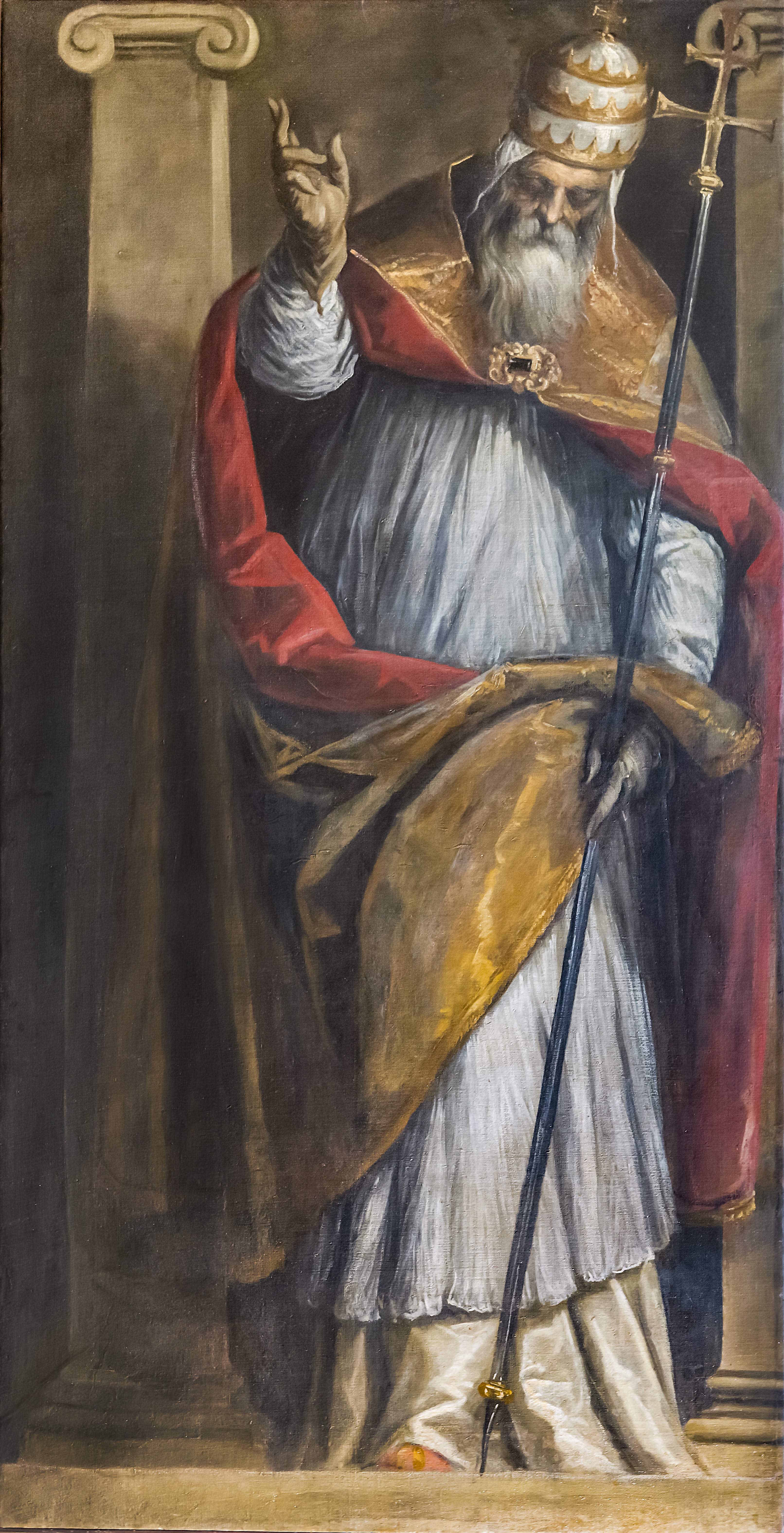
Le pape Anaclet, 3è connu de l'Histoire en chronologie

- Anaclet († 88) ou Clet, 3e pape de 76 à 88, successeur du pape saint Lin.
- Basile d’Amasée (it) († 322), évêque d’Amasée et martyr.
- Emmon († 668), 25e évêque de Sens.
- Exupérance († 380), vierge à Troyes.
- Lucide († 356), 6e évêque de Vérone.
- Paschase Radbert († 865), abbé à l’abbaye de Corbie.
- Phébade d'Agen († 393), 4e évêque d'Agen.
- Pierre de Rates (pt) († 60), 1er évêque de Braga.
- Primitif († Ier siècle), martyr à Gabies.
- Riquier de Centule († 645), fondateur de l’abbaye de Saint-Riquier.
- Trudpert († 644), ermite vers Fribourg-en-Brisgau.

#### Saints et bienheureux catholiques du jour
Référencés ci-après in fine :
- Alida de Sienne / bienheureuse Alda[10] († 1309), veuve du Tiers-Ordre des humiliés.
- Dominique et Grégoire († XIIIe siècle), religieux dominicains espagnols.
- Guillaume et Pérégrin (it) († XIIe siècle), ermites près de Foggia dans les Pouilles.
- Jean de Valence († 1145), moine à Citeaux puis évêque de Valence.
- Jules Junyer Padern (ca) († 1936), bienheureux prêtre salésien martyr lors de la guerre d'Espagne.
- Ladislas Goral († 1945), bienheureux évêque auxiliaire polonais, martyr à Oranienburg-Sachsenhausen.
- Raphaël Arnáiz Barón († 1938), moine trappiste espagnol.
- Ramón Oromí Sullà († 1937), fils de la Sainte-Famille, martyr de la guerre d'Espagne.
- Stanislas Kubista (en) († 1940), bienheureux prêtre polonais de la société du Verbe-Divin, martyr à Oranienburg-Sachsenhausen.

#### Saints orthodoxes
aux dates parfois "juliennes" / orientales :
- Étienne de Perm († 1396), fils d’un clerc d’Oustioug en Russie, premier évêque de Perm
- Joannice de Devitch († 1430), moine et thaumaturge au Kosovo.

### Prénoms du jour
Bonne fête aux Alda et ses variantes : Alde et Alida ; et leur forme masculine Aldo (voir aussi Aldric les 7 janvier etc. ?).
Et aussi aux :
- Anaclet ou Clet et ses variantes bretonnes aussi : Cletig, Klet, Kletig, etc. (les Anicet étant fêtés huit jours plus tôt quant à eux, voir les 17 avril).
- Aux Espérance et ses variantes féminines : Espérança, Espérancia, Espéranza, Esperança, Esperancia, Esperanza, Hope, Spéranza, Speranza, etc.
- Aux Paschase,
- Riquier (et Riquet ?).

## Traditions et superstitions

### Dictons
Période des saints cavaliers antérieure à celle des saints de glace les 11, 12 et 13 mai et propice aussi à des dictons météorologiques tels que :
- « Saint Clet [ou Anaclet] ferme la porte aux derniers pois. »[12]

### Astrologie
- Signe du zodiaque : 6e jour du signe astrologique du Taureau.